# Reynosa floscella
Reynosa floscella är en fjärilsart som beskrevs av George Duryea Hulst 1890. Reynosa floscella ingår i släktet Reynosa och familjen mott. Inga underarter finns listade i Catalogue of Life.